# كورنيليا أدير
كورنيليا أدير (بالإنجليزية: Cornelia Adair)‏ هي حدائقية أمريكية، ولدت في 6 أبريل 1837 في فيلادلفيا في الولايات المتحدة، وتوفيت في 22 سبتمبر 1921 في إنجلترا في المملكة المتحدة.